# Strandtuss
Strandtuss (Tortula randii) är en bladmossart som beskrevs av Richard Henry Zander 1993. Strandtuss ingår i släktet tussmossor, och familjen Pottiaceae. Enligt den svenska rödlistan är arten starkt hotad i Sverige. Arten förekommer i Götaland. Artens livsmiljö är havsstränder. Inga underarter finns listade i Catalogue of Life.